# Hyssura bacescui
Hyssura bacescui är en kräftdjursart som först beskrevs av George och Negoescu-Vladescu 1982.  Hyssura bacescui ingår i släktet Hyssura och familjen Hyssuridae.
Artens utbredningsområde är Mexikanska golfen. Inga underarter finns listade i Catalogue of Life.